# Малинський підводний музей
Малинський підводний музей — приватна ініціатива, музей, який можуть оглянути дайвери у затопленому кар'єрі «Калюжа», що знаходиться в місті Малині. Заснований у 2011 році активістами організації DiveTeam.
Котловина кар'єру заповнилася ґрунтовими водами у 1990-х роках, максимальна глибина сягає 15 м. Температура води протягом року тримається в межах 4-6 С °. Видимість під водою варіюється від 2 до 12 м і залежить від пори року. У підводному музеї можна побачити такі експонати, як мотоцикл — муляж, створений з німецького оригіналу, скелет людини (макет), кований якір, човен, трансформаторну будку, насосну станцію, ракету, ялинку, триноги, вишку, макет підводного польської міни та інше.
У 2019 році музей опинився під загрозою, оскільки озеро збирались викачати, щоб видобувати щебінь. Місцеві мешканці виступили проти і роботи зупинили.